# Robert Milton Young
Robert Milton Young (ur. 22 listopada 1924 w Nowym Jorku, zm. 6 lutego 2024 w Los Angeles) – amerykański scenarzysta, reżyser, operator filmowy i producent.

## Filmografia
- 1956: Tajemnice rafy (Secrets of the Reef)
- 1964: Nothing But a Man
- 1969: J.T.
- 1975: Ucieczka na Górę Czarownic (Escape to Witch Mountain) – scenariusz
- 1977: Short Eyes z udziałem Bruce’a Davisona
- 1977: Alambrista!
- 1979: Bogate dzieciaki (Rich Kids) z udziałem Johna Lithgow, Olympii Dukakis, Terry’ego Kisera
- 1980: Cyrkowy kucyk (One-Trick Pony); obsada: Paul Simon, Joan Hackett, Blair Brown, Rip Torn, Lou Reed,
- 1983: W swoim rodzaju (Two of a Kind)
- 1986: Skrajności (Extremities) z Farrah Fawcett i Jamesem Russo
- 1986: Jedyna zaleta (Saving Grace; obsada: Tom Conti, Fernando Rey, Giancarlo Giannini, Donald Hewlett i Edward James Olmos)
- 1987: Wszyscy jesteśmy dziećmi (We Are the Children)
- 1988: Dominick i Eugene (Dominick and Eugene); obsada: Ray Liotta, Tom Hulce i Jamie Lee Curtis
- 1989: Triumf ducha (Triumph of the Spirit); obsada: Willem Dafoe, Edward James Olmos, Robert Loggia, Grażyna Krukówna i Costas Mandylor
- 1991: Łowca talentów (Talent for the Game); obsada: Edward James Olmos, Lorraine Bracco i Jamey Sheridan
- 1995: Salomon i królowa Saby (Solomon & Sheba): Jimmy Smits (Salomon (król Izraela)) i Halle Berry (Nikhaule / Makeda – Królestwo Saba)
- 1996: Kogut (Caught); obsada: Edward James Olmos i Maria Conchita Alonso
- 1996: W niewoli snów (Slave of Dreams); obsada: Edward James Olmos, Adrian Pasdar i Sherilyn Fenn
- 2001: China: The Panda Adventure; obsada: Maria Bello i Xander Berkeley